# Fresenius Medical Care
Fresenius Medical Care AG es una empresa alemana especializada en la producción de suministros médicos, en especial para diálisis renales. Fresenius SE posee el 36% de las acciones de la empresa. Esta empresa produce y desarrolla diferentes tipos de equipos médicos para hemodiálisis, cuidado de enfermedades agudas, aféresis y diálisis renal.
Fresenius Medical Care se formó en 1996 a partir de la fusión de una de las divisiones corporativas de Fresenius, Fresenius Worldwide Dialysis y la empresa estadounidense National Medical Care.

## Historia
- 1462: La Farmacia Hirsch es abierta en Fráncfort del Meno. La familia Fresenius se convierte en su propietaria en el siglo XVIII.
- 1912: El farmacéutico y actual propietario de la Farmacia Hirsch, el Dr. Eduard Fresenius, funda la compañía farmacéutica Dr. E. Fresenius. Dicha compañía se encargaba de la producción de especialidades farmacéuticas como las soluciones intravenosas, reactivos serológicos y ungüento nasal Bormelin.
- 1933/1934: La producción de productos se traslada de la Farmacia Hirsch a la población de Bad Homburg. El Dr. Fresenius dedica cada vez más tiempo a la compañía, la cual llega a tener alrededor de 400 trabajadores.
- 1966 : Fresenius empieza a vender máquinas de diálisis y empieza a producirlas para varias compañías extranjeras, alcanzando rápidamente una importante cuota de mercado.
- 1971/1974: Lanzamiento de una nueva solución de aminoácidos que representó un antes y un después en la nutrición parenteral. Desarrollo de unos nuevos coloides, los Hidroxietilalmidones (HEA), en el campo de la terapia de reemplazo de volumen y alternativas de la sangre.
- 1974: Fresenius empieza a producir soluciones de infusión y dispositivos médicos en St. Wendel, Saarland.
- 1979: Se lanza al Mercado la primera dieta enteral, Fresubin®
- 1980: Presentación de HAES-steril®, segunda generación de hidroxietilalmidones. Gracias a él, Fresenius Kabi pasa a ser un referente dentro del campo de la terapia de reemplazo de volumen.
- 1984: Desarrollo del concepto "home care” dentro de la nutrición enteral, gracias al cual los pacientes que requieren de nutrición enteral pueden ser tratados directamente en su casa.
- 1988: Lanzamiento de las bolsas bicamerales de nutrición parenteral, Aminomix®.
- 1993: Lanzamiento de Supportan®, dieta enteral especialmente diseñada para pacientes oncológicos.
- 1995: Inicio de la construcción de la planta de producción de Friedberg (Hesse), un referente en cuanto a calidad e innovación en la fabricación de soluciones inyectables.
- 1997: Lanzamiento del primer dipéptido para nutrición parenteral. Inauguración de la planta de producción de Friedberg (Hesse), la más moderna de Europa.
- 1999: Se constituye la compañía Fresenius Kabi por la fusión de Fresenius Group's Pharma y Pharmacia & Upjohn (Kabi). La nueva compañía es líder en Europa en el campo de la nutrición y terapia de infusión. Lanzamiento de Voluven®, la tercera generación de hidroxietilalmidones, como terapia de reemplazo de volumen.
- 2000: Fresenius Kabi acelera su expansión a nivel mundial a través de su introducción en los mercados asiáticos, africanos y latinoamericanos.
- 2003: La línea de negocio Fresenius HemoCare se integra dentro del grupo Fresenius.
- 2004: Fresenius Kabi refuerza su posición en el mercado con la adquisición de diferentes empresas en Sudáfrica y la República Checa, además de una “Joint venture” en Australia.
- 2005: Expansión del portafolio de fármacos intravenosos gracias a la compra de la compañía farmacéutica portuguesa Labesfal.
- 2006: Fresenius Kabi y Sandoz cooperan en el desarrollo de un fármaco biofarmacéutico HESylated. Adquisición de la compañía farmacéutica Argentina Filaxis: expansión del portafolio de fármacos intravenosos.
- 2007: Fresenius Kabi realiza las siguientes adquisiciones: Terapia de reemplazo de volumen: adquisición de la línea de terapia de reemplazo de volumen de la Kyorin, compañía farmacéutica japonesa. Fármacos intravenosos: adquisición de la compañía chilena Sanderson y de la italiana Ribbon. Nutrición clínica: adquisición del negocio de nutrición enteral de Nestlé en España y Novartis en Francia.
- 2008: Fresenius Kabi sigue creciendo en el negocio de los medicamentos inyectables, incluyendo los fármacos oncológicos. Con la adquisición de Dabur Pharma, Fresenius Kabi entra en el campo de los genéricos oncológicos y con la adquisición de APP Pharmaceuticals, tras introducirse en el mercado americano, se convierte en una compañía farmacéutica global.
- 2012: Fresenius Kabi adquiere la tecnología de transfusión de la empresa Fenwal, convirtiéndose en un líder mundial en tecnología de transfusión con un amplio portafolio de productos para la recolección y procesamiento de sangre, así como para la medicina transfusional y terapia celular.

## Fabricación
Fresenius opera más de 40 centros de producción en los cinco continentes. Sus plantas más grandes están en los Estados Unidos (Ogden, Utah, y Concordia, California), Alemania (Schweinfurt y St. Wendel), y Japón (Buzen). Del total de plantas, 25 son grandes instalaciones y 15 son pequeños centros de producción, dirigidos a proveer la creciente demanda local para productos de diálisis. También fabrica productos genéricos, como cloruro de sodio, dextrosa o magnesio, por nombrar unos cuantos. Los materiales genéricos pasan por un complejo sistema de mezclas y embalaje.